# اليكسي كوندراتييف
اليكسي كوندراتييف (بالإنجليزية: Alexei Kondratiev)‏ هو قسيس أمريكي، ولد في 1949، وتوفي في 2010.